# Dennison (Ohio)
Dennison és una població dels Estats Units a l'estat d'Ohio. Segons el cens del 2000 tenia 2.992 habitants.

## Demografia
Segons el cens del 2000, Dennison tenia 2.992 habitants, 1.132 habitatges, i 822 famílies. La densitat de població era de 837,1 habitants per km².
Dels 1.132 habitatges en un 36,7% hi vivien nens de menys de 18 anys, en un 52,8% hi vivien parelles casades, en un 14% dones solteres, i en un 27,3% no eren unitats familiars. En el 24,3% dels habitatges hi vivien persones soles el 12,7% de les quals corresponia a persones de 65 anys o més que vivien soles. El nombre mitjà de persones vivint en cada habitatge era de 2,62 i el nombre mitjà de persones que vivien en cada família era de 3,09.
Per edats la població es repartia de la següent manera: un 28,1% tenia menys de 18 anys, un 10% entre 18 i 24, un 27,5% entre 25 i 44, un 20,3% de 45 a 60 i un 14,1% 65 anys o més.
L'edat mediana era de 34 anys. Per cada 100 dones de 18 o més anys hi havia 91,1 homes.
La renda mediana per habitatge era de 29.020 $ i la renda mediana per família de 32.168 $. Els homes tenien una renda mediana de 27.679 $ mentre que les dones 19.490 $. La renda per capita de la població era de 13.389 $. Aproximadament el 12,3% de les famílies i el 17,2% de la població estaven per davall del llindar de pobresa.

## Poblacions més properes
El següent diagrama mostra les poblacions més properes.